# Capbussament

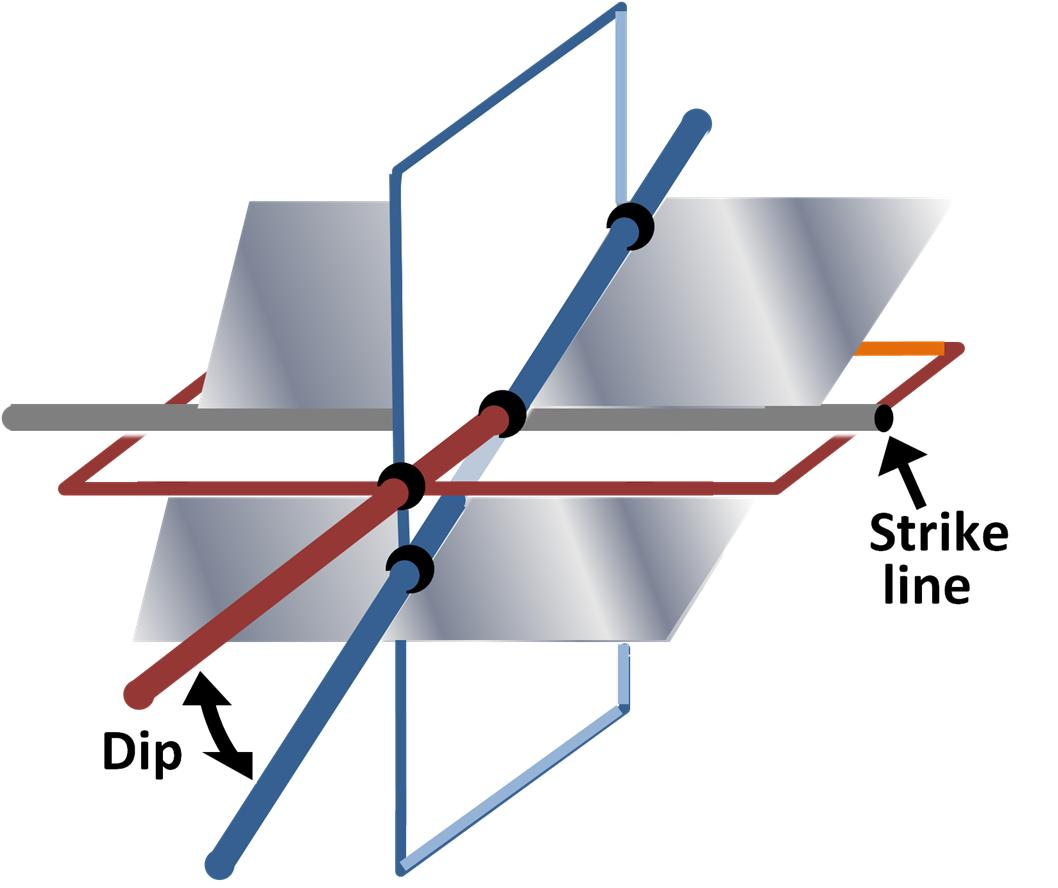
El capbussament (dip a la imatge) d'un pla és l'angle entre l'horitzontal i el pla. A l'esquema Strike line és la línia d'impacte o lloc on s'inicia el capbussament.

El capbussament o cabussament és la inclinació d'un estrat respecte a l'horitzontal, mesurat com l'angle entre la línia de màxim pendent i l'horitzontal. Per indicar completament la posició de l'estrat a l'espai, cal indicar també la direcció (orientació) cap a on s'inclina.
A més del pla d'estratificació, el capbussament pot servir per situar qualsevol altre pla rellevant en geologia, com un pla de falla o els plans d'esquistositat.

Capbussament. Representació esquemàtica en geologia estructural: pla blau = pla horitzontal ideal; pla verd = pla vertical ideal; pla vermell = pla geològic real; N, E, S, W = direccions cardinals; z = línia d'impacte; Z = direcció de l'impacte (0-180° o N, NNE, NE, ENE, etc.) σ = angle d'impacte (0-180°) F = direcció de la caiguda (0-360° o N, NNE, NE, ENE, etc.) φ = caiguda angle (0-90°)

## Mesuraments. Angle i direcció
Quan s'estudia l'orientació d'un llit sedimentari inclinat, els geòlegs han de determinar l'angle d'impacte. L’angle d’atac és l’azimut d’una línia horitzontal que sol ser perpendicular a la direcció en què s'inclina un llit sedimentari o la direcció d’immersió. L’angle d'impacte, juntament amb l’angle de capbussament, és important en el mapatge i la interpretació d’estructures geològiques.
El geòleg, amb una brúixola de geòleg, amb un clinòmetre i un nivell, mesura el capbussament dels estrats, dels nivells l'esquistositat, de les falles i les lineacions.

Simbol emprat en la cartografia geològica per representar un capbussament.

## Representació d'un capbussament en un mapa geològic
Per representar l'orientació espacial dels estrats es fan servir una sèrie de símbols estàndard. L'aspa llarga indica la direcció de la capa (pel que fa al N) i el segment curt indica cap a on bussa la capa. De vegades, a aquest símbol l'acompanya un nombre que indica el valor de l'angle de capbussament (respecte de l'horitzontal). Altres vegades, el símbol de capbussament va acompanyat de diversos segments, tants més com més acusat sigui l'angle de cabussament.